# Нортдейл (Флорида)
Нортдейл (англ. Northdale) — переписна місцевість (CDP) в США, в окрузі Гіллсборо штату Флорида. Населення — 23 033 особи (2020).

## Географія
Нортдейл розташований за координатами 28°6′17″ пн. ш. 82°31′41″ зх. д. / 28.10472° пн. ш. 82.52806° зх. д. (28.104607, -82.528112).  За даними Бюро перепису населення США в 2010 році переписна місцевість мала площу 22,19 км², з яких 20,94 км² — суходіл та 1,26 км² — водойми.

## Демографія
Згідно з переписом 2010 року, у переписній місцевості мешкало 22 079 осіб у 8546 домогосподарствах у складі 5939 родин. Густота населення становила 995 осіб/км².  Було 9120 помешкань (411/км²).
Расовий склад населення:
| - 82,6 % — білих - 6,9 % — чорних або афроамериканців - 4,7 % — азіатів - 0,2 % — корінних американців - 2,8 % — осіб інших рас |

До двох чи більше рас належало 2,8 %. Частка іспаномовних становила 23,5 % від усіх жителів.
За віковим діапазоном населення розподілялося таким чином: 22,2 % — особи молодші 18 років, 66,6 % — особи у віці 18—64 років, 11,2 % — особи у віці 65 років та старші. Медіана віку мешканця становила 39,5 року. На 100 осіб жіночої статі у переписній місцевості припадало 90,9 чоловіків;  на 100 жінок у віці від 18 років та старших — 87,7 чоловіків також старших 18 років.
Середній дохід на одне домашнє господарство  становив 82 644 долари США (медіана — 66 405), а середній дохід на одну сім'ю — 93 877 доларів (медіана — 80 392). Медіана доходів становила 54 342 долари для чоловіків та 42 680 доларів для жінок. За межею бідності перебувало 9,8 % осіб, у тому числі 7,6 % дітей у віці до 18 років та 9,3 % осіб у віці 65 років та старших.
Цивільне працевлаштоване населення становило 12 051 особа. Основні галузі зайнятості: освіта, охорона здоров'я та соціальна допомога — 22,3 %, науковці, спеціалісти, менеджери — 19,1 %, фінанси, страхування та нерухомість — 11,4 %, роздрібна торгівля — 9,7 %.